# Parchi nazionali del Canada

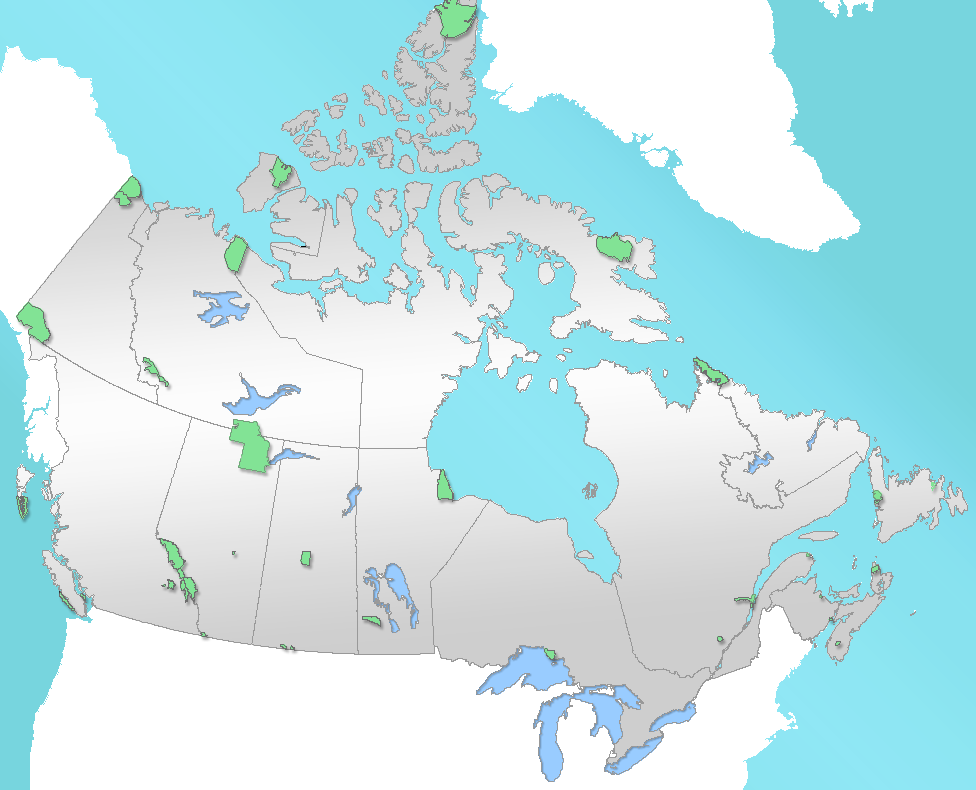
Localizzazione dei parchi nazionali canadesi

Il sistema dei parchi nazionali del Canada è gestito da Parks Canada, che cura anche i siti storici nazionali del paese. Questa lista include le due aree di conservazione marina nazionale canadesi.

## Parchi nazionali per provincia

### Columbia Britannica
- Parco nazionale Glacier
- Parco nazionale Isole del Golfo
- Parco nazionale Gwaii Haanas
- Parco nazionale Kootenay
- Parco nazionale di Mount Revelstoke
- Riserva del parco nazionale dell'anello del Pacifico
- Parco nazionale Yoho

### Alberta
- Parco nazionale Banff
- Parco nazionale Elk Island
- Parco nazionale Jasper
- Parco nazionale dei laghi Waterton
- Parco nazionale Wood Buffalo (Alberta e Territori del Nord-Ovest)

### Saskatchewan
- Parco nazionale delle Grasslands
- Parco nazionale Prince Albert

### Manitoba
- Parco nazionale di Riding Mountain
- Parco nazionale Wapusk

### Ontario
- Parco nazionale della penisola di Bruce
- Fathom Five National Marine Park (National Marine Conservation Area)
- Parco nazionale delle isole della Georgian Bay
- Parco nazionale Point Pelee
- Parco nazionale Pukaskwa
- Parco nazionale delle Thousand Islands

### Québec
- Parco nazionale Forillon
- Parco nazionale Jacques-Cartier
- Parco nazionale della Mauricie
- Parco nazionale Miguasha
- Parco nazionale dell'Arcipelago Mingan
- Parco marino Saguenay - St. Lawrence (National Marine Conservation Area)

### New Brunswick
- Parco nazionale Fundy
- Parco nazionale Kouchibouguac

### Isola Principe Edoardo
- Parco nazionale dell'Isola del Principe Edoardo

### Nuova Scozia
- Parco nazionale degli Altipiani di Cape Breton
- Parco nazionale Kejimkujik
- Parco nazionale Sable Island

### Terranova e Labrador
- Parco nazionale Gros Morne
- Parco nazionale di Terranova
- Parco nazionale dei monti Torngat

### Territorio dello Yukon
- Parco nazionale Ivvavik
- Parco nazionale e riserva di Kluane
- Parco nazionale Vuntut

### Territori del Nord-Ovest
- Parco nazionale Aulavik
- Parco nazionale Nahanni
- Parco nazionale Tuktut Nogait
- Parco nazionale Wood Buffalo (Alberta e Territori del Nord-Ovest)

### Nunavut
- Parco nazionale Auyuittuq
- Parco nazionale Quttinirpaaq
- Parco nazionale Sirmilik
- Parco nazionale Ukkusiksalik

## Parchi nazionali e riserve future
Terre in quattro aree sono state riservate per futuri parchi nazionali:
- Tutuk-Nogait nei Territori del Nord-Ovest (per espandere il parco nazionale di Tuktut Nogait)
- il braccio ad est del Great Slave Lake nei Territori del Nord-Ovest
- monti Torngat (inclusi nel parco nazionale dei monti Torngat)
- nord dell'isola Bathurst

Parks Canada sta considerando altre quattro aree per ulteriori parchi nazionali:
- lago Wolf nello Yukon
- Okanagan sud - basso Similkameen nella Columbia Britannica
- terre basse della Manitoba a (nord-ovest del Lake Winnipeg)
- Mealey Mountains in Labrador